# Illkirch-Graffenstaden
Illkirch-Graffenstaden är en kommun i departementet Bas-Rhin i regionen Grand Est (tidigare regionen Alsace) i nordöstra Frankrike. Kommunen ligger i kantonen Illkirch-Graffenstaden som tillhör arrondissementet Strasbourg-Campagne. Kommunen är en förort till Strasbourg. År 2022 hade Illkirch-Graffenstaden 27 339 invånare.
Fransk-tyska brigaden är stationerade i kommunen. Linjerna A och E i Strasbourgs spårväg går dit.

## Befolkningsutveckling
Antalet invånare i kommunen Illkirch-Graffenstaden
| Referens: INSEE |